# Plainville (Indiana)
Plainville és una població dels Estats Units a l'estat d'Indiana. Segons el cens del 2000 tenia 513 habitants.

## Demografia
Segons el cens del 2000, Plainville tenia 513 habitants, 210 habitatges, i 145 famílies. La densitat de població era de 600,2 habitants/km².
Dels 210 habitatges en un 32,4% hi vivien nens de menys de 18 anys, en un 58,1% hi vivien parelles casades, en un 8,6% dones solteres, i en un 30,5% no eren unitats familiars. En el 28,1% dels habitatges hi vivien persones soles el 18,1% de les quals corresponia a persones de 65 anys o més que vivien soles. El nombre mitjà de persones vivint en cada habitatge era de 2,4 i el nombre mitjà de persones que vivien en cada família era de 2,92.
Per edats la població es repartia de la següent manera: un 25,3% tenia menys de 18 anys, un 5,7% entre 18 i 24, un 30,4% entre 25 i 44, un 18,3% de 45 a 60 i un 20,3% 65 anys o més.
L'edat mediana era de 38 anys. Per cada 100 dones de 18 o més anys hi havia 87,7 homes.
La renda mediana per habitatge era de 37.969 $ i la renda mediana per família de 45.455 $. Els homes tenien una renda mediana de 30.865 $ mentre que les dones 18.750 $. La renda per capita de la població era de 16.335 $. Entorn del 8,3% de les famílies i el 9,8% de la població estaven per davall del llindar de pobresa.

## Poblacions més properes
El següent diagrama mostra les poblacions més properes.